# 磚子井
磚子井，原寫為磚仔井，是臺灣臺南市麻豆區的一個傳統地域名稱，位於該區中部偏東南，並向南南東延伸至邊界地帶。相較於今日行政區，其範圍大致包括井東里東大半部、安業里東部不含南端、謝厝寮里東北部邊界地帶中段、安正里東部凸出部分的東端，以及因河川改道而劃入善化區的部分，包括該區胡厝里北部凸出部分的西北側、胡家里西部凸出部分的西半部。
本地區境內主要聚落為磚仔井、油車、後藔、潭底，私立黎明高級中學位於境內西北部。

## 歷史
台灣日治初期，磚子井地區為一街庄，稱為「磚仔井庄」（舊制街庄），隸屬於蔴荳堡。該庄昔日北與蔴荳庄為鄰，東與溝仔墘庄為鄰，南邊隔曾文溪與胡厝藔庄為界，西邊為安業庄。
1901年（日治明治三十四年）11月11日，全台廢縣廳改設二十廳，該庄隸屬於鹽水港廳。1904年（明治三十七年）4月1日，該庄編入「崁仔區」，隸屬於鹽水港廳。1906年（明治三十九年）4月1日，鹽水港廳內管轄區域調整，該庄改隸屬於「安業區」。1909年（明治四十二年）10月25日，全台合併二十廳為十二廳，安業區改隸屬於臺南廳。1920年（大正九年）10月1日，全台地方制度大改正，廢十二廳改設五州二廳，該庄改制並雅化為「磚子井」大字，隸屬於臺南州曾文郡麻豆街（新制街庄）。
戰後麻豆街改制為麻豆鎮，隸屬於臺南縣，大字亦改制為里。1950年（民國39年）10月25日，雲、嘉、南分治，麻豆鎮仍隸屬於臺南縣。2010年（民國99年）12月25日，臺南縣、市合併為直轄臺南市，麻豆鎮改制為麻豆區。

## 聚落
本地區發展較早的聚落為磚仔井、油車、後藔、潭底，在日治期初期的官方地圖上已有記載。

## 交通
省道台19甲線是鹽水至赤崁的幹道，經過本地區東北角。由該道路北行可前往麻豆區麻豆市區、下營區、新營區西部、鹽水區，並止於省道台19線轉角路口；南行可前往善化區、新市區、新化區等地。
市道173號是麻豆至九塊厝的道路，經過本地區後藔聚落。由該道路北行可前麻豆市區，並止於市道171號暨市道176號路口；南行可前往西港區、七股區南部，並止於省道台61線暨市道173甲線路口。
區道南48線是番仔寮至溝仔墘的道路，經過本地區後藔、油車、磚仔荓三個聚落，其中部分路段與市道173號共線。

## 學校
- 黎明高中（完全中學）